# アイルトンモカ
アイルトンモカ（AYRTONMOCHA）は、日本の東京都を拠点に活動している6人組YouTuberである。コントを中心に動画を投稿している。

## 略歴
メンバーは全員東京都練馬区で幼少期を過ごしており、同じ練馬区立練馬東中学校の同級生であった。高校はばらばらに進学したものの、集まって遊ぶことは継続していた。
まっつーがじゅんを誘って、TikTokを始めたのが結成のきっかけとなった。まっつーは、元芸人だったこともあり、昔から人前に立つ仕事に憧れていたが、芸人や役者に比べてTikTokが1番成功率が高いと考えた。以降、まっつーは、ピロ、えいじ、あつた、ちゅうへいに声をかけ、メンバーを増やしていく。りょうは当時勤務していた会社を退職しニートになっていた時期で、じゅんに誘われたことがきっかけで加入した。
TikTokは2020年1月に開始し、9ヶ月で登録者数50万人を突破するほどの人気が出た。この手ごたえから、YouTubeでもいけると判断し、動画投稿を開始する。
YouTubeの開始当初は、企画ものやドッキリ動画を投稿していたが、あまり再生回数は伸びなかった。そこで、その時点では競合が少ないジャンルを考え、コント系の動画に絞った。

## 「本当は不良なのに陰キャになりすます高校生の日常」シリーズ
アイルトンモカの代表作。脚本がよく練られている、編集が凝っているといった他にも出演者全員の演技力が話題となり人気を獲得している。
2025年時点で、シリーズは400話を突破している。

### 製作の経緯
メンバーが6人いることを活かしたものとして、舞台を「学園モノ」にした。じゅんが演じている「兄貴」というキャラクターは既にTikTokで出来上がっていたものであり、このキャラクターが1番活きるような設定を考えた。
「伝説の不良・ブラックエンペラー」として名を馳せる主人公・花山餓鬼は、自身を圧倒した「人類史上最強の男」と呼ばれる謎の男・ピロの命令によりアイモカ学園へ入学すると同時に陰キャになりすます。じゅんは「不良」と「陰キャ」という正反対のキャラクターを演じるのが巧く、2面性を活かすことを考えたことで、主人公である「ぼっち」というキャラクターが誕生し、ほかのキャラクターも決めていった。
まっつーとえいじが企画や台本を担当している。まちかは、シリーズの結末は決めていると語っているが、どのような筋道で結末にたどりつくのか、いつ頃の時期になるのかは決めていない。また、本シリーズは設定が少し複雑であるため、新シリーズは初見の視聴者にも入りやすいようなストーリーを意識している。

## メンバー
まっつー  (松本隆佑)　（1996年10月21日）
メンバーカラーは赤。初期メンバー。過去には、「ジョージべスト」という名前でコンビを組み漫才師をしていた経験があり、M-1グランプリにも出場したことがある。「本当は不良なのに陰キャになりすます高校生の日常」シリーズ（以降不良シリーズと略す）では、「今世紀最大の極悪不良」を自称する高校デビューの陰キャ「松本龍之介」を演じる。
じゅん   (池垣諄)　（1997年1月2日）
メンバーカラーはピンク。初期メンバー。不良シリーズでは素性を隠して陰キャになりすまし学校生活を送る「花山餓鬼」を演じる。
あつた（熱田隆介）　（1996年8月17日）
メンバーカラーは黄色。学生時代は野球をしていた。不良シリーズでは松本の舎弟である「熱田小虎」を演じる。
えいじ（本名未公開）　（1997年2月20日）
メンバーカラーはオレンジ。不良シリーズではアイモカ学園の教師ならびに学年主任を務める「小島瑛二」などを演じる。ゲストを除いて同シリーズで複数の役を演じる唯一のメンバーである。
りょう（吉田稜）（1996年10月29日）
メンバーカラーは緑。不良シリーズでは松本の舎弟である「吉田呂羽」を演じる。
ちゅーへい（本名未公開）
メンバーカラーは青。動画の編集技術を習得済であったため、編集作業の中心人物となる。当初はカメラマンをしていた。不良シリーズでは花山の舎弟である「デカキン」こと「大谷ちゅーへい」を演じる。
ピロ  (本名未公開）（1996年8月9日）　
メンバーカラーは紫。初期メンバー。シークレットメンバー的存在。出演は少ないが一部のコント動画に出演することがある。不良シリーズでは花山を学校に通わせた「人類史上最強の男」こと「ピロ」を演じる。

## その他
「指定暴力団・亜威喪科組の幹部・悪岡健二容疑者の逮捕に向け行われた」とし、捜査員に扮したメンバーが乱暴に扉を叩くが、隣の部屋だった……という動画を2023年1月1日に公開した。この動画をトリミングし、アイルトンモカのメンバーが映し出されたワイプ部分が映らないよう加工された動画が、同年1月28日ごろからTwitterやまとめサイトなどで拡散された。元々の動画はもちろんネタ動画なのだが、これを実際の映像だと勘違いし、捜査員に苦言を呈した人が少なからず存在した。